# 二宮ひかり
二宮 ひかり（にのみや ひかり、1999年3月15日 - ）は、日本の元AV女優。

## 略歴
2018年9月MOODYZ専属女優としてAVデビュー。
2019年6月よりアタッカーズ専属として活動。
2020年8月20日、Live from Grapefruits Moon 「月で逢いましょう」第1回に出演。以降、歌手としても活動。
2022年5月に発表されたアサヒ芸能「2022現役AV女優SEXY総選挙」で第48位。
2022年9月13、14日に東京・原宿RUIDOで行われた「ミルジェネ10周年記念LIVE Sweet Memories」に歌手として出演。
2024年3月よりマドンナ専属女優となる。
FANZAレンタルフロア2024年5月度月間AV女優ランキングにおいて、第2位ランクイン。
2024年10月1日、AV女優引退を発表。

## 人物
- 趣味は絵を描くことで、ツイッターや出演作品でイラストを披露している。
- 初体験は高校1年の時。相手は1年上の軽音部の先輩で、手を繋いだのもキスもセックスも全てその先輩が最初。付き合いだして1週間で初キス、2週間で初体験だった[6]。
- 芸能人になりたいと思っていて、知り合いに現在の所属事務所を紹介され話がトントン拍子で進み、またエッチが好きということもあってAV女優となった[7]。

## 出演作品

### アダルトDVD / BD
| 発売日  | タイトル                                             | 規格品番 | 規格品番 | メーカー | 備考 |
| 発売日  | タイトル                                             | DVD      | BD       | メーカー | 備考 |
| ------- | ---------------------------------------------------- | -------- | -------- | -------- | ---- |
| 9月1日  | 現役女子大生!! ナチュカワ19歳 AVデビュー!!           | MIDE-573 |          | MOODYZ   |      |
| 10月1日 | はじめてイッちゃった! 〜女の子の初絶頂ドキュメント〜 | MIDE-583 |          | MOODYZ   |      |
| 11月1日 | いつでもどこでも即ハメメイド                         | MIDE-590 |          | MOODYZ   |      |
| 12月1日 | 舌と唇で感じあう濃密ベロキスづくし                   | MIDE-602 |          | MOODYZ   |      |

| 発売日  | タイトル                                                                    | 規格品番 | 規格品番 | メーカー     | 備考       |
| 発売日  | タイトル                                                                    | DVD      | BD       | メーカー     | 備考       |
| ------- | --------------------------------------------------------------------------- | -------- | -------- | ------------ | ---------- |
| 1月1日  | にやにやパンチラで全力誘惑してくるうちの妹                                  | MIDE-611 |          | MOODYZ       |            |
| 2月1日  | 付き合いたての彼氏の目の前で 追撃レ×プ輪姦でイキすぎてしまった敏感女子大生  | MIDE-622 |          | MOODYZ       |            |
| 3月1日  | 痴漢に溺れて… 二宮ひかり ～通学中に襲われた敏感体質の制服美少女～           | MIDE-631 |          | MOODYZ       |            |
| 4月25日 | 解禁真正中出しめっちゃ濃厚接吻スペシャル 二宮ひかり                         | HND-653  |          | 本中         |            |
| 6月7日  | 女子大生輪姦サークル                                                        | SHKD-858 |          | アタッカーズ |            |
| 6月13日 | 二宮ひかりBEST8時間                                                         | MIZD-141 |          | MOODYZ       | 単体ベスト |
| 7月7日  | 凌辱研修3 女子大生調教インターンシップ                                      | RBD-933  |          | アタッカーズ |            |
| 8月7日  | デッサンモデルをさせられた美術部顧問教師                                    | ATID-357 |          | アタッカーズ |            |
| 9月7日  | 幼い頃から成長を見守ってきた美少女を 中年オヤジがネットリ犯す数日間の記録。 | SHKD-874 |          | アタッカーズ |            |
| 10月7日 | 家庭内陵辱輪姦 義兄弟に犯されて                                             | ATID-374 |          | アタッカーズ |            |
| 11月7日 | 令嬢監禁調教 囚われの肉玩具                                                 | RBD-947  |          | アタッカーズ |            |
| 12月7日 | 最低最悪なあの男に恥ずかしいほど何度もイカされて…。                         | ATID-388 |          | アタッカーズ |            |

| 発売日  | タイトル                                                                          | 規格品番 | 規格品番  | メーカー     | 備考 |
| 発売日  | タイトル                                                                          | DVD      | BD        | メーカー     | 備考 |
| ------- | --------------------------------------------------------------------------------- | -------- | --------- | ------------ | ---- |
| 1月7日  | 孕ませられた教育実習生 濡れた競泳水着                                             | SHKD-886 |           | アタッカーズ |      |
| 2月7日  | 旅先で大嫌いな義父と相部屋                                                        | ATID-400 |           | アタッカーズ |      |
| 3月7日  | 家族を守る為、ゲスな金持ちの下でメイドとして働く事になった。                      | ATID-403 |           | アタッカーズ |      |
| 4月7日  | ぶっ壊れるまで、この女を犯します。                                                | SHKD-898 |           | アタッカーズ |      |
| 5月7日  | 二宮ひかり 8時間 ATTACKERS THE BEST                                               | ATKD-303 |           | アタッカーズ |      |
| 6月7日  | 運休雨宿りNTR ずっと狙ってた人妻の部下と朝までヤリまくった台風の夜                | ADN-252  |           | アタッカーズ |      |
| 7月7日  | ずっとあなたの事が好きだった。 密かに想いを寄せていた幼馴染と結ばれた日           | SSPD-160 | 9SSPD-160 | アタッカーズ |      |
| 9月7日  | 女教師玩具化計画                                                                  | ADN-263  |           | アタッカーズ |      |
| 10月7日 | 舐め犯し 義父の欲望 5                                                             | ATID-441 |           | アタッカーズ |      |
| 11月7日 | 親友の彼女と一線を越えたあの日から、 僕たちは親友に隠れて何度も肉体関係に溺れた。 | ADN-272  |           | アタッカーズ |      |
| 12月7日 | 人妻を虜にする寝取られマッサージ                                                  | ADN-280  |           | アタッカーズ |      |

| 発売日   | タイトル | 規格品番 | 規格品番 | メーカー     | 備考                                    |
| 発売日   | タイトル | DVD      | BD       | メーカー     | 備考                                    |
| -------- | --- | -------- | -------- | ------------ | --------------------------------------- |
| 1月7日   | 義父の接吻が忘れられなくて。                                                                                            | ADN-288  |          | アタッカーズ |                                         |
| 2月7日   | 夫の浮気を知った私はパート先の店長とのセックスに溺れ、 気持ち良過ぎてやめられなくなってしまった。                       | ADN-295  |          | アタッカーズ |                                         |
| 4月7日   | 欲求不満な兄嫁と三日間愛人関係になった。                                                                                | ADN-304  |          | アタッカーズ |                                         |
| 5月7日   | 人妻の部下と毎日深夜残業しています。                                                                                    | ADN-318  |          | アタッカーズ |                                         |
| 6月7日   | 浮気相手に夢中で僕を嫌う妻をレイプした。                                                                                | ADN-323  |          | アタッカーズ |                                         |
| 7月7日   | 教育実習の為、母校に戻ってきた教え子と 2週間中出しセックスし続けた変態教師。                                            | ADN-330  |          | アタッカーズ |                                         |
| 7月7日   | 幼馴染とデリヘルで10年ぶりの再会。 生でしていいよと言われて朝まで無制限に射精してしまった僕。                           | BF-635   |          | BeFree       |                                         |
| 8月7日   | 酒に溺れ、加齢臭漂うオヤジのボロ屋敷。 混濁した意識の中犯されて、肉奴隷に成り下がってしまった令嬢。                     | RBK-019  |          | アタッカーズ |                                         |
| 9月7日   | 48時間以内に新鮮な精子を膣内に注入しなければ死んでしまう人妻が 生きる為に大嫌いなあの男に中出しされることを決意した。   | SHKD-964 |          | アタッカーズ |                                         |
| 9月7日   | 二宮ひかり BEST 8時間 ATTACKERS THE BEST 2                                                                              | ATKD-320 |          | アタッカーズ | 単体ベスト                              |
| 10月5日  | バイト先の美女2人を奴隷化ハーレム計画 川上奈々美 二宮ひかり                                                             | SSPD-166 |          | アタッカーズ |                                         |
| 11月2日  | 憧れのお天気キャスターを俺の自宅に監禁して 毎日キメセク中出ししてやった。                                               | SHKD-975 |          | アタッカーズ |                                         |
| 12月7日  | 大好きなお姉ちゃんが僕をいじめる同級生たちに廻されてめちゃくちゃ感じていた… (泣) 僕は見て見ぬフリしか出来ませんでした。 | SHKD-977 |          | アタッカーズ |                                         |
| 12月21日 | 女教師NTR 学年主任の妻が教頭先生と修学旅行の下見へ行ったきり… 二宮ひかり                                                | MEYD-722 |          | 溜池ゴロー   | 溜池ゴロー15周年YEAR コラボ第11弾作品。 |

| 発売日  | タイトル | 規格品番 | 規格品番 | メーカー     | 備考 |
| 発売日  | タイトル | DVD      | BD       | メーカー     | 備考 |
| ------- | --- | -------- | -------- | ------------ | ---- |
| 1月4日  | 妻が女友達と行った旅行で知らない男にナンパされていた。二宮ひかり 白川ゆず                                         | ATID-493 |          | アタッカーズ |      |
| 2月1日  | 刑期を終えた強姦魔が10年ぶりに女を犯した日。                                                                      | SHKD-986 |          | アタッカーズ |      |
| 3月1日  | 拝啓、妻へ。 血の繋がらない妹を孕ませてしまったかもしれない…。                                                    | ADN-382  |          | アタッカーズ |      |
| 4月5日  | 媚薬漬けで全身ガンギマリ状態のまま丸一日放置された結果、 気持ち悪過ぎる義父に自らセックスをおねだりしてしまった。 | RBK-043  |          | アタッカーズ |      |
| 5月3日  | 人妻マゾ調教支配人                                                                                                | ADN-394  |          | アタッカーズ |      |
| 6月7日  | 派遣先の工場で働いている地味な女をセフレにしてヤリまくった話。                                                    | ADN-403  |          | アタッカーズ |      |
| 7月5日  | 清楚だと思っていた彼女がまさかあんなビッチだったなんて。                                                          | ATID-515 |          | アタッカーズ |      |
| 8月2日  | 運動部の合宿に引率で来た新婚のみずき先生は 体育会系男子の凄まじいセックスに完堕ちしました。                       | ATID-519 |          | アタッカーズ |      |
| 9月6日  | 悪戯に教師を挑発する生徒のひかりをホテルに閉じ込めて 膣内から溢れ出るほど何度も中出ししてやった。                 | ATID-526 |          | アタッカーズ |      |
| 10月4日 | 会社の飲み会で酔い潰れた部下を家まで送ったら、そのまま朝まで一晩中ヤリまくってしまった。二宮ひかり                | ADN-422  |          | アタッカーズ |      |
| 11月1日 | 幼い頃お世話になったオジサンの入浴介助をしていたら、性処理させられました。二宮ひかり                              | ATID-536 |          | アタッカーズ |      |
| 12月6日 | 妻が里帰り出産中、自宅に妻の妹が入り浸って 他の女と浮気しないように僕の性処理をしてくれた話。二宮ひかり           | ADN-437  |          | アタッカーズ |      |

| 発売日  | タイトル | 規格品番 | 規格品番 | メーカー     | 備考 |
| 発売日  | タイトル | DVD      | BD       | メーカー     | 備考 |
| ------- | --- | -------- | -------- | ------------ | ---- |
| 3月7日  | 田舎から出てきた新卒入社の美少女に 俺のデカマラをしゃぶらせてやった。 二宮ひかり                                                                      | RBK-069  |          | アタッカーズ |      |
| 4月4日  | 「お願いします… 今日はイカせてください」 「だめ。私が満足するまでイカせないって言ってるでしょ?」 僕が射精を一カ月間焦らされ続けた記録映像。二宮ひかり | YUJ-002  |          | アタッカーズ |      |
| 5月2日  | 欲求不満な兄貴の嫁さんにこっそり媚薬を飲ませ続けたら、 愛液垂れ流しながら僕のチ○ポをおねだりしてきた。 二宮ひかり                                     | SAME-052 |          | アタッカーズ |      |
| 8月1日  | トラウマレイプ 5年前にレイプした女を今度は愛する人の目の前でレイプしてやった (笑) 二宮ひかり                                                          | SAME-058 |          | アタッカーズ |      |
| 9月5日  | 僕には一度も中出しさせてくれなかったのに、 ビデオの中の妻は男に何度も中出しさせていた。二宮ひかり                                                     | ATID-569 |          | アタッカーズ |      |
| 10月3日 | 性欲の強い義父が勃起薬を飲んでしまい、 とんでもない絶倫になって息子の嫁を犯し続けた。二宮ひかり                                                       | ADN-473  |          | アタッカーズ |      |
| 11月7日 | 妻と子供に逃げられて全てを失うぐらい夢中になった、 あざと過ぎる人妻との濃厚過ぎる30日間。 二宮ひかり                                                  | YUJ-009  |          | アタッカーズ |      |
| 12月5日 | 毎晩セックスの声が大きいお隣さんは夫の留守中、 欲求不満で僕を誘惑。汗だくになって一週間ヤリまくった。 二宮ひかり                                      | ADN-510  |          | アタッカーズ |      |

| 発売日  | タイトル | 規格品番 | 規格品番 | メーカー     | 備考       |
| 発売日  | タイトル | DVD      | BD       | メーカー     | 備考       |
| ------- | --- | -------- | -------- | ------------ | ---------- |
| 1月2日  | クビにした部下が僕の目の前で妻を犯し続け、 快楽に屈した妻は次第に感じ始め、絶頂していた。 二宮ひかり                                                                       | ADN-512  |          | アタッカーズ |            |
| 3月5日  | 絶対に気持ちいい二宮ひかりの フェラチオ口内射精シーンのみ集めた究極4時間BEST                                                                                               | ATKD-366 |          | アタッカーズ | 単体ベスト |
| 3月26日 | 電撃移籍 Madonna専属 二宮ひかり 一心不乱に乱れ溺れる本気の汗だく中出し3本番                                                                                                | JUQ-560  |          | マドンナ     |            |
| 4月23日 | 町内会長と交わした都合の良い『肉オナホ』愛人契約 最愛の妻は中年オヤジの性処理便器にさせられています。 二宮ひかり                                                           | JUQ-630  |          | マドンナ     |            |
| 5月7日  | ATTACKERS 二宮ひかり ファーストレイプBEST | ATKD-371 |          | アタッカーズ | 単体ベスト |
| 6月25日 | 寝取らせ串刺し輪姦 愛する妻を深奥まで犯し尽くして下さい―。 二宮ひかり | JUQ-827  |          | マドンナ     |            |
| 8月6日  | 二宮ひかりが物語最後、最高潮に盛り上がる気持ちいい背徳セックス8時間 | ATKD-376 |          | アタッカーズ | 単体ベスト |
| 9月10日 | 「一瞬だけでイイので挿れさせて下さい!!」 30歳になっても童貞の義弟に同情して一生の願いを受け挿れたら、 相性抜群過ぎて何度もおかわり中出しSEXを求めてしまった私。 二宮ひかり | JUQ-902  |          | マドンナ     |            |

| 発売日 | タイトル                            | 規格品番 | 規格品番 | メーカー     | 備考       |
| 発売日 | タイトル                            | DVD      | BD       | メーカー     | 備考       |
| ------ | ----------------------------------- | -------- | -------- | ------------ | ---------- |
| 5月6日 | ATTACKERS 女優名鑑 二宮ひかり12時間 | ATAD-190 |          | アタッカーズ | 単体ベスト |

### アダルトVR
| 発売日   | タイトル                                                                                   | 品番     | メーカー     | 備考   |        |
| 2019年   | 2019年                                                                                     | 2019年   | 2019年       | 2019年 | 2019年 |
| -------- | ------------------------------------------------------------------------------------------ | -------- | ------------ | ------ | ------ |
| 2月8日   | SEXに自信が持てるように かわいいカノジョ・二宮ひかりが 何でもしてくれるイチャラブVR!!      | MDVR-037 | MOODYZ       |        |        |
| 10月10日 | あなたをず～っと睨み続ける 睨まレイプVR                                                    | ATVR-018 | アタッカーズ |        |        |
| 11月13日 | いつも上から目線で僕に命令してくる同僚が、 デリヘルで働いていたので、立場逆転レイプ決行VR! | ATVR-019 | アタッカーズ |        |        |
| 2020年   |                                                                                            |          |              |        |        |
| 9月30日  | 可愛い部下が潤んだ瞳であなたを求めてくる。 出張先の旅館で部下のひかりと密着不倫VR!         | ATVR-035 | アタッカーズ |        |        |
| 10月28日 | 拘束監禁レイプVR 手足ノ自由ヲ奪ッテ犯ス                                                    | ATVR-038 | アタッカーズ |        |        |
| 2021年   |                                                                                            |          |              |        |        |
| 4月2日   | いじめられっ子の僕とひかりちゃんが みんなの前でセックスをさせられたVR                      | ATVR-050 | アタッカーズ |        |        |
| 5月14日  | 万年補欠の僕を応援してくれる ちょっぴりSな部活のマネージャーと秘密の特訓VR                 | ATVR-053 | アタッカーズ |        |        |
| 11月5日  | 昏睡レイプVR                                                                               | ATVR-060 | アタッカーズ |        |        |
| 12月17日 | 本人襲撃! 二宮ひかり(本人)をレイプするVR!!                                                 | ATVR-062 | アタッカーズ |        |        |

### イメージDVD / BD
| 発売日  | タイトル              | 規格品番 | 規格品番  | メーカー        | 備考   |
| 発売日  | タイトル              | DVD      | BD        | メーカー        | 備考   |
| 2019年  | 2019年                | 2019年   | 2019年    | 2019年          | 2019年 |
| ------- | --------------------- | -------- | --------- | --------------- | ------ |
| 2月25日 | 裸神 二宮ひかり       | OAE-180  |           | Aircontrol      |        |
| 5月23日 | ひかりヌード!         | PRBY-060 | PRBYB-060 | Precious Beauty |        |
| 2020年  |                       |          |           |                 |        |
| 5月7日  | Hikari luminous smile | REBD-461 | REBDB-461 | REbecca         |        |

### 写真集
- 二宮ひかり1st写真集「光れ!」（2021年5月、ひとつなぎ）- クラウドファンディング限定販売。

### デジタル写真集
- 「現役女子大生 〜恥じらいヌード〜」 二宮ひかり 写真集（2019年|9月4日、ギリギリ★あいどる倶楽部）
- 「現役女子大生 〜限界羞恥ヌード〜」 二宮ひかり 写真集（2019年9月7日、ギリギリ★あいどる倶楽部）
- 二宮ひかり × 永野いち夏 SequenceNumber 011（2021年12月27日、CielazurLivres）

## 出演・掲載

### テレビ
- ビ〜チ9（2018年9月、テレビ埼玉） - マンスリーゲスト
- 魚拓と成瀬のツキとスッポンぽん #213,#214（2018年9月30日,10月7日、パチ・スロ サイトセブンTV）

### ウェブ
- MOODYZ presents MC カジ（2018年11月26日、ニコニコ生放送）
- バラエティ開拓バラエティ日村がゆく（2020年2月12日、2月19日、2月26日[8]、AbemaTV）

### 映画
- オープン・マリッジ 新しい夫婦生活（2020年4月2日、ハピネット）
- パラレル・セックス 痴女が潜む街（2020年3月27日、オーピー映画） - キリエ 役

### ゲーム
- 社長と美女たちの二重奏（2024年3月6日[9]、CREAM SOFT）- 小林梨花 役[10]

### 音楽イベント
- 月で逢いましょう vol.01（2020年8月30日、東京・三軒茶屋グレープフルーツムーン）[11]
- 月で逢いましょう vol.48（2022年7月21日、東京・三軒茶屋グレープフルーツムーン）[12]
- ミルジェネ10周年記念LIVE Sweet Memories（2022年9月13日、東京・原宿RUIDO）
- 月で逢いましょう vol.68（2023年4月3日、東京・三軒茶屋グレープフルーツムーン）[13]

### 雑誌
- 月刊FANZA 2018年11月号（ジーオーティー） - インタビュー